# Sigma
A Sigma egy magyar tervezésű törpeautó volt az 1980-as években, az eredetileg Termo nevű járművet Csathó József tervezte.

## Története
Csathó a Műegyetem autógépész szakán tanult a nyolcvanas évek elején, végzése évében a Finta László által tartott formatervezési előadásokon is megfordult. Vizsgafeladata egy olyan mozgáskorlátozottak által is használható kisautó volt, amelybe oldalról is be lehet szállni. Az elkészült rajzok tetszettek is Fintának, és Csathó egy évfolyamtársának, Baráth Attilának is, aki a rajzok másolatát későbbi munkahelyén, az Autófenntartó Ipari Trösztnél (AFIT) is bemutatta. Csathó időközben az Ikarusnál helyezkedett el, innen hívták be az AFIT-hoz, hogy közöljék: a terv megtetszett a Közlekedés- és Postaügyi Minisztérium illetékeseinek, ezért minisztériumi támogatással lehetősége nyílt a tervezett kisautó megépítésére. Csathó némi gondolkodás után élt a lehetőséggel, ezért az Ikarustól kikérték fél évre fizetés nélküli szabadságra, hogy Túrkevén az ottani AFIT-kirendeltségen hozzálásson a munkának, amihez három és fél millió forintot biztosítottak.
Először egy 1:1-es gipszmodellt alkottak meg egy helyi szobrász közreműködésével, miközben Baráth segített kész alkatrészeket találni hozzá. Az ülések Szegedről, a szélvédők Salgótarjánból származtak, de több más alkatrészt a korabeli KGST-gyártású autókból szereztek be: a lámpák és a hűtőrács a Škodából, a hátsó lámpák a Polski Fiatból, a süllyesztett kilincs a „Kocka Ladá”-ból, az ablaktörlő az Ikarustól származott. Belső égésű motorja egy rendőrségtől kölcsönkapott BMW motorkerékpár boxermotorja volt. Az először szoborként elkészült gömbölyű buborékautó modelljét még Termo 650 néven az 1987-es BNV-n mutatták be nagy tetszést aratva. Közben egy működőképes verzió is elkészült, amely már a Sigma nevet kapta, de miután a rendőrség visszakérte a motort, azt egy Lombardini márkájú dízelmotorra cserélték, melyet utólag automata sebességváltósra alakítottak. A kocsi visszapillantó-tükreinek helyét a kasztni kiboltozásával érték el. Az elülső szögletes Škoda-lámpákat körlámpákra cserélték, de az index és a hátsó lámpák nem változtak. 
A kocsival a mozgássérülteket célozták meg, ezért a szabadabb mozgás végett a vezetőülés középre került, de mögötte két utasülésnek is jutott hely. Ugyanezért az ajtó nyitása a távlati tervek szerint lefelé történt volna, hogy az rámpát képezzen a kerekesszéknek, miközben az oldalüveg felfelé nyílik, de ez csak rajzon valósult meg. Az ígéretes prototípusok dacára sem sikerült elindítani a sorozatgyártást, miután a minisztérium nem biztosította az ehhez szükséges 25 millió forintot. A későbbi gyártást a rendszerváltás is ellehetetlenítette. Csathónak is választania kellett autója és ikarusos karrierje között, s ő a perspektivikusabb buszgyártást választotta, majd később a Renault-hoz került, autója modelljei pedig a túrkevei Ványai Ambrus Gimnázium és Szakközépiskola műhelyébe kerültek.